# Frontière entre la Birmanie et l'Inde
La frontière entre la Birmanie et l'Inde est la frontière séparant la Birmanie et l'Inde. Elle commence au nord par le tripoint de la frontière chinoise et se termine au sud par le tripoint de la frontière bangladaise. Une partie de son tracé est formée par le fleuve Kaladan, une autre par la chaîne de l'Arakan (Patkai et Chin Hills, ou collines Chin).

## La barrière indo-birmane
Longue et accidentée, la frontière est aussi très poreuse. Il existe une criminalité transfrontalière et différents trafics : produits de contrefaçon, armes, fausse monnaie, drogues, etc. L'Office des Nations unies contre la drogue et le crime (ONUDC) et l'Organe international de contrôle des stupéfiants (OICS) préviennent que le mauvais état des installations douanières risque aussi d'en faire un point de passage majeur pour le trafic de stupéfiants. Au cours des années 2001-2003, les forces de sécurité indienne ont aussi mis en cause la porosité de la frontière pour 200 morts liées à des insurrections locales.
Les deux gouvernements ont effectué six mois d'études conjointes avant l'édification d'une barrière à la frontière. La construction de celle-ci a commencé en mars 2003.

### Protestations
En 2004, la construction a dû être interrompue dans le Manipur, en raison de manifestations organisées par les communautés Tangkhul, Kuki (± Khyang ou Chin) et Naga. Selon elles, une grande bande de terre deviendrait birmane à leur détriment. Les manifestations des habitants des régions de Moreh, Chorokhunou et Molchan ont obligé le gouvernement du Manipur à se saisir de la question. La barrière va diviser plusieurs ethnies, comme les Lushei, les Nagas, les Chins et les Kukis, dont les terres s'étendent des deux côtés de la frontière.
On a aussi rapporté en 2007 dans le Manipur une contestation de tracé au sujet de neuf bornes frontières.
Depuis mai 2023, les conflits interethniques au Manipur ont suscité la réflexion sur les délimitations frontalières et les aménagements décidés entre l'Inde et la Birmanie pour faciliter le déplacement des populations frontalières autochtones. Ces conflits ont opposé une partie de la population meiteie, groupe ethnique dominant de l'État, autochtone de la vallée du Manipur, aux populations Kukis, groupe ethnique minoritaire des collines qui surplombent la vallée. Les critiques relatives à ces aménagements soutiennent l'idée qu'ils contribueraient à des problèmes importants d'immigration illégale, de production et de trafic de drogues, alimentés et entretenus par les groupes ethniques minoritaires transfrontaliers. Des activités qui seraient facilitées par un manque de vigilance aux frontières, dont le contrôle devrait être renforcé.

## Points de passage
- Tamu-Moreh ; Principal poste-frontière entre les deux pays